# المريبعة
المريبعة: قرية تقع بمحافظة بارق في جنوب المملكة العربية السعودية. تقع في شمالي إمارة بارق على مسافة أربع أكيال، ويبلغ تعداد سكانها 665 نسمة حسب الإحصاء الذي جرى عام 2004.

## التسمية
المُرَيْبَعَة - بضم الميم وفتح الراء ثم ياء مثناة ساكنة، تصغير مربع على لفظ الوصف بالتربيع المقابل للتدوير - وسميت بذلك لوقوعها على جبل صغير ذا أَربعة رؤوس.

## الموقع
تقع قرية المريبعة على ضفة وادي الصفية الجنوبية، شمالي القوز، جنوب البيضاء، وغرب المنيظر وتجاورها.